# Liste der Monuments historiques in Praye
Die Liste der Monuments historiques in Praye führt die Monuments historiques in der französischen Gemeinde Praye auf.

## Liste der Objekte
| Bezeichnung      | Beschreibung                                         | Standort                       | Kennzeichnung | Schutzstatus | Datum | Bild |
| ---------------- | ---------------------------------------------------- | ------------------------------ | ------------- | ------------ | ----- | ---- |
| Kelch und Patene | Silber, vergoldet, erste Hälfte des 18. Jahrhunderts | in der Kirche St-Gérard (Lage) | PM54000768    | Classé       | 1982  |      |
| Uhrwerk          | 1739 von François Pelletier gebaut                   | in der Kirche St-Gérard (Lage) | PM54001813    | Inscrit      | 1996  |      |